# Lijst van voetbalinterlands Haïti - Puerto Rico
Deze lijst van voetbalinterlands is een overzicht van alle officiële voetbalwedstrijden tussen de nationale teams van Haïti en Puerto Rico. De landen speelden tot op heden tien keer tegen elkaar. De eerste ontmoeting, een kwalificatiewedstrijd voor het Wereldkampioenschap voetbal 1974, werd gespeeld in Port-au-Prince op 15 april 1972. Het laatste duel, een groepswedstrijd tijdens de CONCACAF Nations League 2024/25, vond plaats in Mayagüez op 18 november 2024.

## Wedstrijden
| №  | Plaats         | Datum             | Competitie                          | Wedstrijd           | Uitslag |
| -- | -------------- | ----------------- | ----------------------------------- | ------------------- | ------- |
| 1  | Port-au-Prince | 15 april 1972     | WK 1974 kwalificatie                | Haïti − Puerto Rico | 7 − 0   |
| 2  | San Juan       | 23 april 1972     | WK 1974 kwalificatie                | Puerto Rico – Haïti | 0 – 5   |
| 3  | San Juan       | 20 augustus 1978  | CFU-kampioenschap 1978 kwalificatie | Puerto Rico – Haïti | 1 – 1   |
| 4  | Port-au-Prince | 26 augustus 1978  | CFU-kampioenschap 1978 kwalificatie | Haïti – Puerto Rico | 1 – 0   |
| 5  | San Juan       | 10 mei 1991       | Caribbean Cup 1991 kwalificatie     | Puerto Rico – Haïti | 2 – 3   |
| 6  | Port-au-Prince | 11 maart 1998     | Caribbean Cup 1998 kwalificatie     | Haïti – Puerto Rico | 4 – 0   |
| 7  | Port-au-Prince | 17 maart 1999     | Caribbean Cup 1999 kwalificatie     | Haïti – Puerto Rico | 2 – 0   |
| 8  | Port-au-Prince | 11 september 2012 | Caribbean Cup 2012 kwalificatie     | Haïti – Puerto Rico | 2 – 1   |
| 9  | Mayagüez       | 6 september 2024  | CONCACAF Nations League 2024/25     | Puerto Rico − Haïti | 1 − 4   |
| 10 | Mayagüez       | 18 november 2024  | CONCACAF Nations League 2024/25     | Haïti − Puerto Rico | 3 − 0   |

## Samenvatting
| Competitie                     | Totaal gespeeld | Winst Haïti | Gelijk | Winst Puerto Rico | Doelsaldo Haïti – Puerto Rico |
| ------------------------------ | --------------- | ----------- | ------ | ----------------- | ----------------------------- |
| WK-kwalificatie                | 2               | 2           | 0      | 0                 | 12 − 0                        |
| CONCACAF Nations League        | 2               | 2           | 0      | 0                 | 7 − 1                         |
| CFU-kampioenschap kwalificatie | 2               | 1           | 1      | 0                 | 2 − 1                         |
| Caribbean Cup kwalificatie     | 4               | 4           | 0      | 0                 | 11 − 3                        |
| Totaal                         | 10              | 9           | 1      | 0                 | 32 − 5                        |

FHF · A-internationals · Selecties · Bondscoaches · Haïtiaans vrouwenelftal ·  Haïti U21 · Haïti U20 · Haïti U19 · Haïti U18 · Haïti U17
1925 ·
1926 ·
1927–1931 · 
1932 ·
1933 · 
1934 ·
1935–1937 · 
1938 ·
1939 ·
1940–1943 · 
1944 ·
1945–1947 · 
1948 ·
1949 ·
1950 ·
1951 ·
1952 ·
1953 ·
1954 ·
1955 · 
1956 ·
1957 ·
1958 ·
1959 ·
1960 · 
1961 ·
1962 ·
1963 ·
1964 ·
1965 ·
1966 ·
1967 ·
1968 ·
1969 ·
1970 · 
1971 ·
1972 ·
1973 ·
1974 ·
1975 ·
1976 ·
1977 ·
1978 ·
1979 ·
1980 ·
1981 ·
1982 · 
1983 ·
1984 ·
1985 ·
1986–1988 · 
1989 ·
1990 · 
1991 ·
1992 ·
1993 · 
1994 ·
1995 · 
1996 ·
1997 ·
1998 ·
1999 ·
2000 ·
2001 ·
2002 ·
2003 ·
2004 ·
2005 ·
2006 ·
2007 ·
2008 ·
2009 ·
2010 ·
2011 ·
2012 ·
2013 ·
2014 ·
2015 ·
2016 ·
2017 ·
2018 ·
2019 ·
2020 ·
2021 ·
2022 ·
2023 ·
2024
Amerikaanse Maagdeneilanden ·
Antigua en Barbuda ·
Argentinië ·
Aruba ·
Bahama's ·
Bahrein ·
Barbados ·
Belize ·
Bermuda ·
Bolivia ·
Brazilië ·
Britse Maagdeneilanden ·
Canada ·
Chili ·
China ·
Colombia ·
Costa Rica ·
Cuba ·
Curaçao ·
Dominica ·
Dominicaanse Republiek ·
Ecuador ·
El Salvador ·
Grenada ·
Guatemala ·
Guyana ·
Honduras ·
Italië ·
Jamaica ·
Japan ·
Jordanië ·
Kaaimaneilanden ·
Kosovo ·
Mexico ·
Montserrat ·
Nederlandse Antillen ·
Nicaragua ·
Oman ·
Panama ·
Peru ·
Polen ·
Puerto Rico ·
Qatar ·
Saint Kitts en Nevis ·
Saint Lucia ·
Saint Vincent en de Grenadines ·
Spanje ·
Suriname ·
Syrië ·
Trinidad en Tobago ·
Turks- en Caicoseilanden ·
Uruguay ·
Venezuela ·
Verenigde Arabische Emiraten ·
Verenigde Staten ·
Zuid-Korea
FPF · 
A-internationals · 
Puerto Ricaans vrouwenelftal
1940 · 
1941 · 
1942 · 
1943–1945 · 
1946 · 
1947 · 
1948 · 
1949 · 
1950–1958 · 
1959 · 
1960–1961 · 
1962 · 
1963 · 
1964 · 
1965 · 
1966 · 
1967 · 
1968 · 
1969 · 
1970 · 
1971 · 
1972 · 
1973 · 
1974 · 
1975 · 
1976 · 
1977 · 
1978 · 
1979 · 
1980 · 
1981 · 
1982 · 
1983 · 
1984 · 
1985 · 
1986 · 
1987 · 
1988 · 
1989–1990 · 
1991 · 
1992 · 
1993 · 
1994 · 
1995 · 
1996 · 
1997 · 
1998 · 
1999 · 
2000 · 
2001 · 
2002 · 
2003 · 
2004 · 
2005 · 
2006–2007 · 
2008 · 
2009 · 
2010 · 
2011 · 
2012 · 
2013 · 
2014 · 
2015 · 
2016 ·
2017 ·
2018 ·
2019 ·
2020 ·
Anguilla ·
Antigua en Barbuda ·
Aruba ·
Bahama's ·
Barbados ·
Belize ·
Bermuda ·
Britse Maagdeneilanden ·
Canada ·
Colombia ·
Costa Rica ·
Cuba ·
Curaçao ·
Dominicaanse Republiek ·
El Salvador ·
Grenada ·
Guatemala ·
Guyana ·
Haïti ·
Honduras ·
India ·
Indonesië ·
Jamaica ·
Kaaimaneilanden ·
Nederlandse Antillen ·
Nicaragua ·
Panama ·
Saint Kitts en Nevis ·
Saint Lucia ·
Saint Vincent en de Grenadines ·
Spanje ·
Suriname ·
Trinidad en Tobago ·
Venezuela ·
Verenigde Staten